# Doss (Texas)
Doss è una comunità non incorporata degli Stati Uniti d'America situata nella contea di Gillespie dello Stato del Texas.
Si trova al crocevia tra la FM 783 e la FM 648 nel nord-ovest della contea di Gillespie. Dista 19 km da Fredericksburg.